# Hagen (Vechta)
Hagen ist der flächenmäßig größte Stadtteil von Vechta mit ungefähr 6.500 Einwohnern. Er reicht von der Driverstraße  bis zur südlichen Stadtgrenze Vechtas und ist in die Bezirke Hagen I und Hagen II aufgeteilt.

## Hagen I und Hagen II

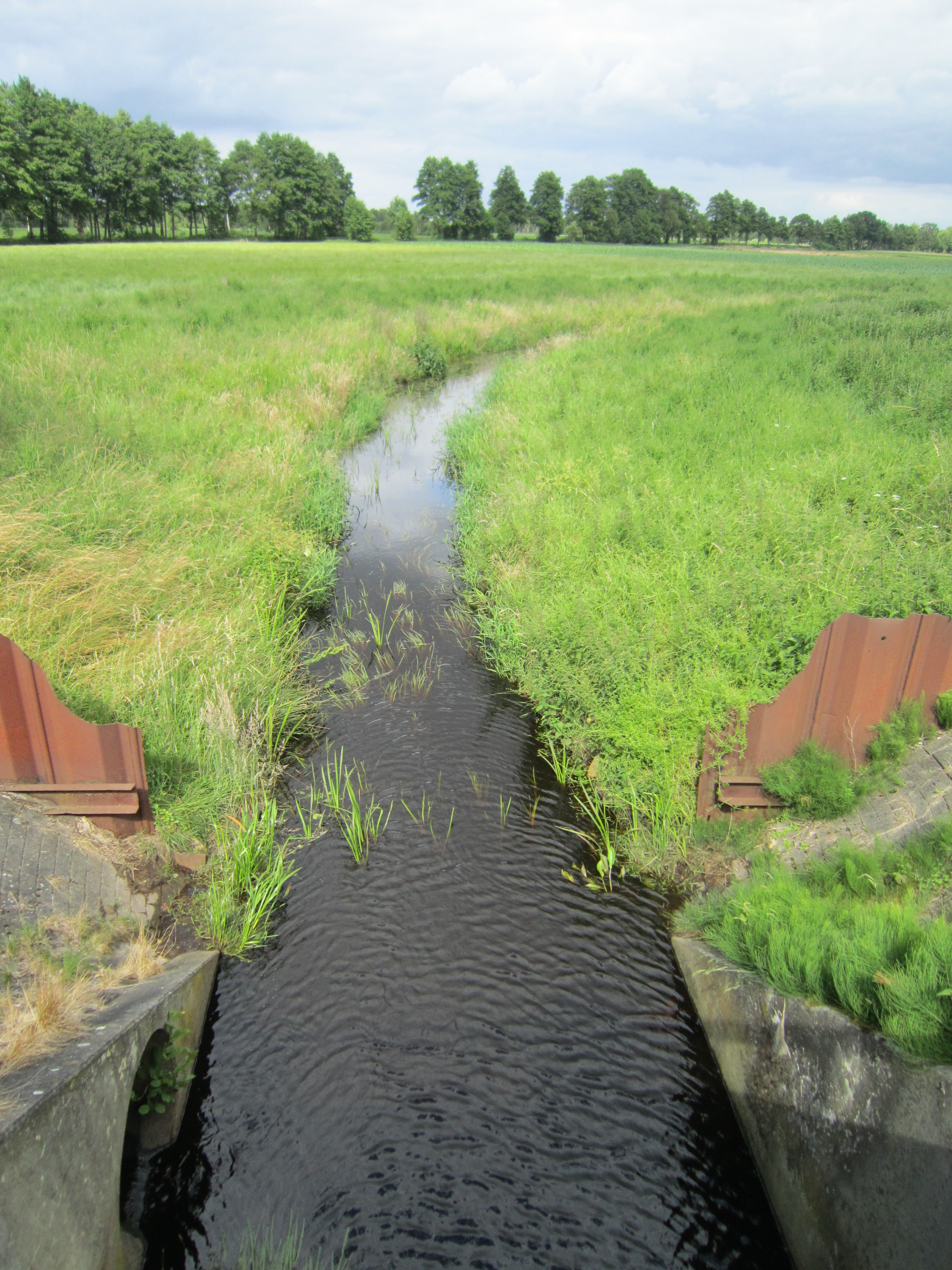
Dadau im äußersten Südosten Hagens (links) östlich der B 69

Zu Hagen I gehören diejenigen Gebiete, in denen Abwasser aus Kleinkläranlagen in den Blomlager Bach, den Bokerner Bach, den Brandkanal, den Darener Bach, den Fladderkanal, den Hagener Bach und den Krimpenforter Mühlenbach geleitet wird. Aus Hagen II wird es in die Dadau, den Vechtaer Moorbach und den Vechtaer Moorgraben geleitet.

## Bildung
In Hagen liegen die meisten Bildungsstätten der Stadt Vechta.
An der Driverstraße befindet sich das Schulzentrum Vechta-Süd mit der ab 2020 auslaufenden Grundschule Liobaschule und der Geschwister-Scholl-Oberschule (ehemals Hauptschule Vechta und  Geschwister-Scholl-Realschule Vechta).
Zudem befinden sich am Südausgang der Stadt an der Landwehrstraße die Berufsbildenden Schulen Marienhain sowie die Stadt Vechta Grundschule Hagen. Mit der Grundschule Hagen befindet sich an der Straße Auf dem Hagen eine weitere Grundschule.
Die größte Bildungseinrichtung in Hagen stellt die Universität Vechta an der Universitätsstraße dar.

## Verkehr
Durch Hagen verlaufen von Süden kommend die Diepholzer Straße, einschließlich der alten Trasse der B 69, die L 846 aus Lohne sowie der Südabschnitt der Umgehungsstraße Vechtas (aktuelle B 69 Richtung Langförden/Vechta-Nord).
Durch Hagen führen die Buslinien 139 (Vechta – Diepholz – Twistringen), 600 (Ahlhorn – Vechta – Lohne) und die StadtBus-Vechta-Linien 602 (Endhalt: Sgundek), 603 (Endhalt: Landwehrst./Marienhain), 604 (Endhalt: Friesenstr./McDonalds).
Im Westen Hagens verläuft die Trasse der Bahnstrecke Delmenhorst–Hesepe.